# L'avventuroso Simplicissimus
L'avventuroso Simplicissimus (Der abenteuerliche Simplicissimus Teutsch) è un romanzo picaresco in stile barocco, scritto nel 1668 da Hans Jakob Christoffel von Grimmelshausen e pubblicato l'anno seguente.
Il sottotitolo dell'opera recita: "Vita dello strano avventuriero chiamato Melchior Sternfels von Fuchshaim: precisamente dove ed in che maniera venne a questo mondo, cosa vide, apprese, sperimentò e sopportò in esso; anche, come mai di nuovo lo abbandonò di sua spontanea volontà".
Ispirato agli eventi tragici della Guerra dei trent'anni, che avevano devastato la Germania dal 1618 al 1648, è considerato il primo romanzo di avventura in lingua tedesca. Lo storico Robert Ergang, sulla scorta dell'opera Quellen und Forschungen zur Lebensgeschichte Grimmelshausens di Gustav Könnecke, asserisce che "gli eventi narrati nel Simplicissimus possono assai a fatica essere definiti autobiografici, dal momento che Grimmelshausen condusse una vita pacifica in cittadine e villaggi quieti ai margini della Foresta Nera... il vissuto del libro non viene dalla sua esperienza diretta, quanto piuttosto è un miscuglio di elementi del passato, frammenti di storie udite, e la sua stessa fervida immaginazione". Secondo l'opinione di altri critici e storici letterari, il protagonista dell'opera può essere considerato una proiezione quasi autobiografica dell'autore, poiché la vita di Grimmelshausen venne stravolta dagli eventi della guerra: la città che gli diede i natali fu saccheggiata dalle milizie croate al servizio della Spagna; l'autore, non ancora quattordicenne, venne rapito e dovette affrontare mille vicissitudini fino alla fine delle ostilità.
Questo romanzo esercitò una profonda influenza sulla letteratura tedesca e inaugurò la fortuna degli Schelmenromane ("romanzi di birbanti") fondati, come i romanzi picareschi spagnoli, su vicende di bizzarri personaggi un po' sciocchi e un po' bricconi, tra satira e ironia. A differenza del romanzo picaresco spagnolo, l'opera non presenta però interesse per la lotta delle classi e dei ceti sociali: è una grande metafora dell'ansiosa ricerca di nuovi valori, tipica dell'età barocca, impregnata da una visione pessimistica della vita, che nemmeno la comicità predominante riesce a smorzare. Il tono dello scritto si mantiene a metà strada fra il fiabesco e il realistico.
L'opera fornisce al lettore la possibilità di conoscere e approfondire non solamente i dettagli della guerra, con un'accuratezza non inferiore a uno scritto storico, ma anche di ricavare un bel quadro descrittivo politico e sociale dell'epoca.

## Trama

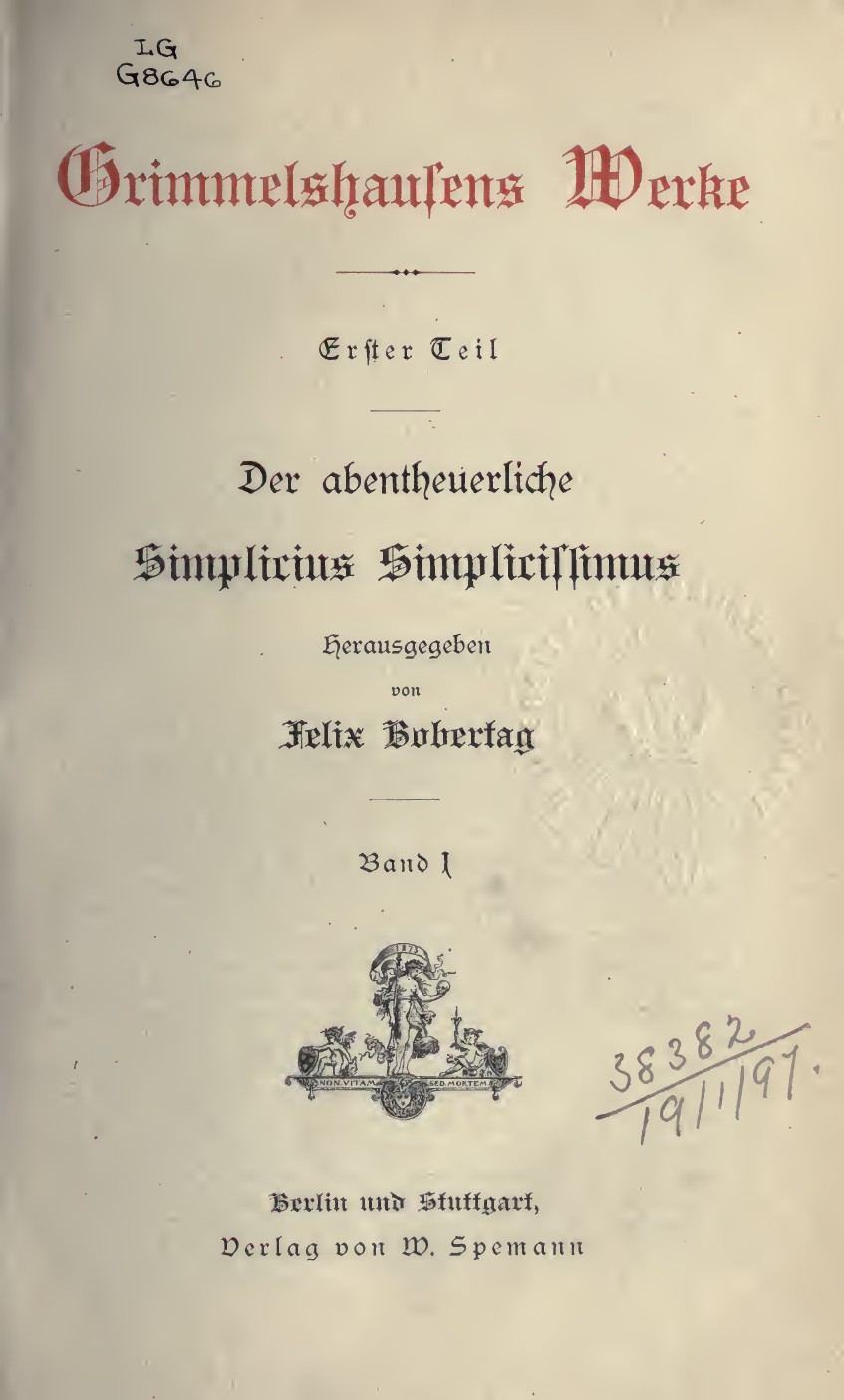
Der abenteuerliche Simplicissimus Teutsch, 1

Il libro narra delle gesta di Simplicius Simplicissimus, un giovane contadino tedesco, durante la Guerra dei trent'anni. Alcuni episodi sono piuttosto cruenti, come la violenta distruzione del casale del padre. Il fanciullo, figlio di boscaioli, fugge dalla capanna bruciata dai soldati e viene raccolto nel bosco da un eremita che lo alleva e istruisce. Rapito poi dalla soldataglia e portato a Hanau, viene liberato da un pastore protestante e diventa poi buffone del governatore. Affronta molte peripezie anche fantastiche: viene rapito dai croati, conduce vita da soldato e da brigante, scende al centro della Terra dove riceve un tesoro dal re dei Silfi. Col tesoro si compra un campicello, ma poi va incontro ad altre avventure, finché naufraga su un'isola deserta dove si converte al cattolicesimo e si prepara a una buona morte.

## Adattamento dell'opera
Negli anni trenta del Novecento, Karl Amadeus Hartmann (1905-1963) scrisse l'opera contro la guerra Simplicius Simplicissimus per orchestra da camera, con il contributo del suo insegnante Hermann Scherchen per il libretto. Si apriva così:
Fu rappresentata per la prima volta nel 1948; Hartmann ne scrisse la partitura per l'intera orchestra nel 1956. Fu poi ripresa dall'orchestra Stuttgart State Opera nel 2004.

## Settimanale satirico
Simplicissimus, ispirato al romanzo, fu un settimanale satirico tedesco fondato da Albert Langen nell'aprile del 1896, pubblicato fino al 1967.

## Traduzioni italiane
- L'avventuroso Simplicissimus, traduzione di Angelo Treves, Milano : Monanni, 1928
- L'avventuroso Simplicissimus, traduzione di Ugo Dettore e Bianca Ugo, Milano : Bianchi-Giovini, 1945; poi Milano : A. Mondadori, 1954
- L'avventuroso Simplicissimus, a cura di Camilla Conigliani, Torino : UTET, 1945